# Koszmosz–856
A Koszmosz–856 (oroszul: Космос–856) szovjet Zenyit–2M típusú felderítő műhold. A fotófelderítő eszközök mellett tudományos műszerekkel is felszerelték.

## Küldetés
Második generációs Zenyit–2M típusú fotófelderítő műhold, melyet a kujbisevi Progressz vállalat gyártott. Áramforrása kémiai és napelem kombinációja. Kialakított pályasíkja mentén fototechnikai felderítést, műszereivel (gammasugár-spektrométer) atomkísérletek ellenőrzését végezte. Tudományos modullal (Nauka) is felszerelték. A tudományos műszereket tartalmazó hengeres modul a gömb alakú visszatérő egységhez csatlakozott.

## Jellemzői
1976. szeptember 22-én a Bajkonuri űrrepülőtér 31-es indítóállásából Szojuz–U (11A511U) hordozórakétával juttatták alacsony Föld körüli pályára. Az orbitális egység pályájának periódusa 89,5 perc, 65 fokos hajlásszögű, az elliptikus pálya perigeuma 203 km, apogeuma 300 km volt. Hasznos tömege 4000 kg.
Október 5-én földi parancsra belépett a légkörbe és hagyományos módon – ejtőernyős leereszkedés – filmkapszulájával együtt sikeresen visszatért a Földre.

## Külső hivatkozások
- Koszmosz–856. nasa.gov. (Hozzáférés: 2013. március 29.)
- Koszmosz–856. nasa.gov. (Hozzáférés: 2013. március 29.)

| Elődje: Koszmosz–855 | Koszmosz-sorozat 1976 | Utódja: Koszmosz–857 |